# OLX
OLX es un mercado en línea domiciliado en los Países Bajos con sede en Ámsterdam,
que opera en 87 países, editorial de sitios web y anuncios clasificados en Internet. Fundada en marzo de 2006 por los empresarios Alejandro Oxenford y Fabrice Grinda, que es ahora administrada por el grupo sudafricano Naspers (el 95% propiedad mayoritaria).

## Historia
El mercado facilita la compra y venta de servicios y bienes como electrónica, muebles, artículos para el hogar, automóviles y bicicletas. Tenía 11 mil millones de páginas vistas, 200 millones de usuarios activos mensuales, 25 millones de anuncios y 8,5 millones de transacciones por mes en 2014.
Los pagos entre el comprador y el vendedor se hacen fuera de línea, por lo que no tiene que hacer frente a la disponibilidad de diferentes infraestructuras de pago en cada uno de sus mercados. En 2006, adquirió Mundoanuncio.com, un sitio de anuncios clasificados. El mercado hispano y en 2007, hizo una inversión de clasificados chinos. En 2008, el crecimiento de la empresa en Filipinas se atribuyó a su asociación con Friendster.
OLX invirtió en "Web 2.0" características en 2008, tales como widgets de redes sociales, búsqueda mejorada, editores basados en Ajax, mapas interactivos y versiones móviles. 
En 2009, se asoció con Hi5, una red social, que en ese momento tenía 60 millones de usuarios que implementó funciones de OLX, tales como mostrar anuncios y compartir anuncios con amigos, y funciones de vídeo, imagen y móviles compatibles en 39 idiomas y 90 países.
En 2014, el CEO Alec Oxenford dijo que adoptó un "enfoque marciano" a la expansión internacional, lanzando en la India, el mayor mercado disponible, en lugar de en los Estados Unidos con operaciones en Filipinas, Tailandia, Polonia, Hungría, Bulgaria, Rumania, Ucrania, Bielorrusia, Kazajistán e Indonesia y los revalorizó como OLX.
La empresa invirtió fuertemente en publicidad televisiva. Oxenford dijo que la adopción de Internet por más de tres mil millones de personas ha hecho que la televisión sea más eficaz como un motor de tráfico a sitios web o aplicaciones que durante el período puntocom, cuando la publicidad televisiva no funcionó bien para los sitios web. 
Oxenford ha dicho que la empresa actuó como un "creador de riqueza" en los mercados emergentes, lo que permite a la gente a monetizar sus servicios y posesiones con facilidad. 
Alrededor del 54 % del tráfico global, luego de 240 millones de visitas mensuales únicas, provino del móvil en 2014. El 80 % de los usuarios activos mensuales de OLX en móviles en India.

### India
La empresa comenzó a hacer publicidad agresiva en la India en 2011. En mercados emergentes Morgan Stanley llamó el "líder indiscutible en la India" en un informe de 2013.
Se convirtió en un verbo de argot para vender en la India. Los coches usados representan el 45 % de las visitas, a partir de 2015.
Además de continuar con sus listas gratuitas, la empresa dijo que en 2015 empezaría a vender espacio prioritario para los listados premium. 
En 2016 OLX dijo que cerca de 72 % de todos los coches usados vendidos mensualmente en la India eran de transacciones en el sitio.

### Brasil
OLX y bomnegocio.com se combinaron en 2014 para crear el sitio de clasificados más grande en Brasil. Los competidores sudafricanos y noruegos de comercio electrónico entierran el hacha en la batalla de Brasil que comenzó a ofrecer publicidad programática en 2016, con acceso a 43 millones de visitantes únicos y tres mil millones de visitas mensuales a páginas en Brasil.

### Ecuador
En Ecuador, crearon ferias que impulsan el desarrollo económico de los emprendedores ecuatorianos, innovando la fusión de los negocios virtuales al físico.

### Kenia
En Kenia, más de 10.000 agricultores utilizaron para vender sus productos y ganado en 2016, especialmente el pollo, el ganado, y los productos frescos con más de 10.000 agricultores usan para vender productos. Tradicionalmente en Kenia, los agricultores y compradores pagaron a los corredores una tarifa para ayudar con las ventas.

### Nigeria
OLX, que se lanzó en Nigeria en 2012. Dijo que tenía más de tres millones de vendedores y compradores en el país en 2015.

### Filipinas
En Filipinas está el sitio de anuncios clasificados Sulit rebautizado como OLX en 2014. La fusión en las Filipinas entre Ayos Dito a partir de 2015.

## OLX en el mundo
OLX también opera en los siguientes países:
| - Alemania - Argelia - Argentina - Aruba - Australia - Austria - Bahamas - Bélgica - Belice - Bielorrusia - Bolivia - Brasil - Bulgaria - Canadá - Chile - China - Colombia - Corea del Sur - Costa Rica - Croacia - Dinamarca | - Dominica - Ecuador - El Salvador - Emiratos Árabes Unidos - Eslovaquia - Eslovenia - Estados Unidos - Estonia - Filipinas - Finlandia - Francia - Grecia - Grenada - Guatemala - Haití - Holanda - Honduras - Hong Kong - Hungría - India - Indonesia | - Irlanda - Italia - Jamaica - Japón - Kenia - Letonia - Liechtenstein - Lituania - Luxemburgo - Malasia - Marruecos - México - Mónaco - Nueva Zelanda - Nicaragua - Noruega - Panamá - Paraguay - Polonia - Portugal | - Puerto Rico - República Dominicana - República Checa - Rumania - Rusia - Serbia - Singapur - Sudáfrica - Suecia - Suiza - Tailandia - Taiwán - Trinidad y Tobago - Túnez - Turquía - Ucrania - Reino Unido - Vietnam |